# Movimiento Animalista (Italia)
El Movimiento Animalista (en italiano: Movimento Animalista) es un partido político animalista de Italia.

## Historia
Fundado el 20 de mayo de 2017 en Milán, el objetivo del Movimiento Animalista es proteger el patrimonio natural, los animales y sus derechos. El inspirador del Movimiento es Silvio Berlusconi, mientras que la diputada de Forza Italia Michela Vittoria Brambilla fue nombrada presidenta de la asociación. El Movimiento Animalista se organizó entonces con una estructura de coordinaciones regionales, provinciales y municipales. Edgar Meyer, antiguo presidente de la asociación Gaia Animali e Ambiente onlus, fue nombrado vicepresidente. Entre los puntos del programa se encuentran la oposición a los circos con animales, la atención veterinaria gratuita para los dueños pobres, la oposición al plan de sacrificio de lobos y el sacrificio ritual.
Aun siendo cercano a Forza Italia, se caracterizó por ser un movimiento transversalista, acogiendo también a figuras de diferente procedencia política como el mismo vicepresidente Edgar Meyer, Carla Rocchi, presidenta nacional del ENPA (Agencia Nacional de Protección de los Animales), ex senadora y diputada de la Federación de los Verdes, o Rinaldo Sidoli, dirigente nacional de los Verdes en el sector de la protección y la salud de los animales.
El 20 de enero de 2018, en Milán, Berlusconi prometió la presencia de candidatos animalistas en las listas de Forza Italia para las elecciones generales de ese año; sin embargo, solo se presentó Brambilla, que ganó en la circunscripción uninominal de Abbiategrasso. Después de las elecciones, algunos dirigentes nacionales y regionales abandonaron el Movimiento, siendo decepcionados por el proyecto. El Movimiento Animalista se mantuvo al margen de las elecciones políticas: sólo participó en las elecciones regionales de Lombardía y Lacio, con candidatos de Forza Italia, pero no consiguió elegir ningún consejero regional. Posteriormente, participó en las elecciones regionales y municipales de Molise en varias localidades, pero con resultados negativos. En Torre del Greco, donde se presentó con su propio símbolo, solo obtuvo 120 votos.
En las elecciones generales de 2022, Brambilla se presentó en la circunscripción uninominal de Gela como candidata de Forza Italia, siendo elegida con el 35,1% de los votos.